# Capitol Peak (Thurston County, Washington)
Der Capitol Peak ist ein Berg in den Black Hills im US-Bundesstaat Washington. Er bildet die höchste Erhebung in den Black Hills. Der Capitol Peak liegt im Capitol State Forest. Es gibt eine teilweise befestigte Straße, die Sherman Valley Road, welche bis zum Gipfel führt. Auf dem Gipfel befindet sich eine Liegenschaft, die eine große Anzahl an Mobilfunk- und Radiomasten beherbergt. An klaren Tagen kann man im Westen Elma und das Kernkraftwerk Satsop erkennen; im Osten gibt es eine Aussicht auf Mount Rainier, Mount St. Helens, Mount Adams, den Puget Sound und das Gebiet um Olympia.